# Riviera (Popgruppe)
Die Popgruppe Riviera besteht aus den deutschen Geschwistern Julia und Roland Wolff. In Japan und Korea haben sie beachtlichen Erfolg. Ihr Song Autumn Leaves schaffte es 2003 bis in die Top Ten der CRJ-Tokyo Charts. Die Musiker, die aus dem nördlich von Aachen gelegenen Hückelhoven stammen, sind dort aber fast unbekannt. 
Riviera hat bereits sechs CDs veröffentlicht. Ihre Lieder untermalen in Asien Werbespots großer Unternehmen wie LG Telecom, Kia Motors oder Ssang Yong Motors. Ihre Musik wurde von Künstlern wie Fantastic Plastic Machine, Shuya Okino oder auch Konishi Yasuharu geremixt.
Zuletzt hatten Riviera Erfolg in Korea, wo ihr Song Hello Sunshine von dem Kosmetikunternehmen Faceshop für eine Werbekampagne rund um den koreanischen Superstar Kwon Sang-woo genutzt wurde.
Julia Wolff ist mit Probyn Gregory verheiratet und lebt in Los Angeles. Gregory spielt Gitarre bei Brian Wilson und den Wondermints, er ist zudem auf unzähligen Platten von unter anderem Badly Drawn Boy, Eels oder den Charlatans zu hören. 

## Diskografie
Label Philter Inc./Japan
- Julia+Roland / CD (2001)
- Alaska / CD (2001)
- Mood Bazaar / CD (2002)
- Wake Up Wonderland / CD (2003)
- 5 Remixes / Vinyl (2003)
- Riviera Remixes / CD (2004)
- Us, Together, Now! / CD (2005)

Label Fried Rice Inc./Japan
- Belletree Session / CD (2008)

Kompilationen mit Songs von Riviera (Auszug)
- Fantastic Plastic Machine: Sound Concierge / Cutting Edge CD (2005)
- Aufnahmezustand 2 / ZYX CD (2003)
- german connection /edel music CD (2003)
- monokini / monochrome CD (2001)